# Harold C. Urey

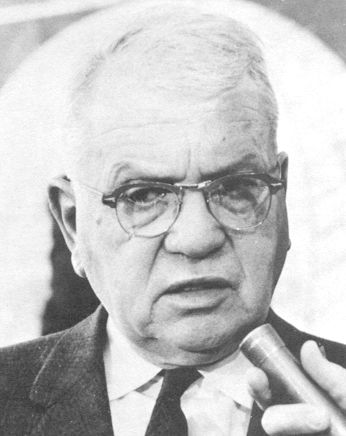
Harold C. Urey

Harold Clayton Urey (* 29. April 1893 in Walkerton im US-Bundesstaat Indiana; † 5. Januar 1981 in La Jolla, Kalifornien) war ein US-amerikanischer Chemiker und Nobelpreisträger.

## Leben und Werk
Urey studierte Zoologie an der University of Montana (Bachelor 1917) und promovierte 1923 in Chemie an der University of California, Berkeley. 1918/19 war er bei der Barrett Chemical Company, 1919 bis 1921 Instructor für Chemie an der University of Montana und 1923/24 an der Universität Kopenhagen. 1924 bis 1929 war er Associate in Chemie an der Johns Hopkins University. Er war ab 1929 Associate Professor an der Columbia University in New York, wurde dort 1934 Professor, war von 1945 bis 1958 an der University of Chicago und danach an der University of California in San Diego. Ab 1970 war er dort Professor Emeritus.
1934 erhielt er den Nobelpreis für Chemie „für seine Entdeckung des schweren Wasserstoffes“, des Deuteriums, von 1931. Das geschah in Zusammenarbeit mit dem Physiker  Ferdinand Brickwedde und George Murphy.
Zu Ureys hauptsächlichen Arbeitsgebieten zählten neben der Trennung von Isotopen auch die Atomspektren sowie die Spektren und Strukturen von Molekülen. Er ist der Erfinder der δ18O-Methode. Diese Isotopenuntersuchung ermöglicht Temperaturrekonstruktionen von Millionen Jahre alten Fossilien. Das Verfahren wird bis heute in der Klimatologie als Proxy verwendet.
Während des Zweiten Weltkriegs arbeitete er mit seinem Team an diversen Forschungsprojekten innerhalb des Manhattan-Projekts und trug auf diese Weise zur Entwicklung der ersten Atombombe bei. Am bedeutendsten war dabei die Entwicklung des Gasdiffusionsverfahrens zur Trennung von 235U und 238U.
Ureys Interesse galt vor allem auch dem Frühstadium der Planeten und der Uratmosphäre. So arbeitete er auch auf dem Gebiet der Entstehung des Lebens. Seine Erkenntnisse dazu fasste er in dem 1952 erschienenen Buch The Planets: Their Origin and Development zusammen.
Der als Miller-Experiment bekannte Versuch wird manchmal auch Miller-Urey-Experiment genannt (siehe Chemische Evolution).
1928 wurde er Fellow der American Physical Society. Seit 1935 war er Mitglied der National Academy of Sciences und der American Philosophical Society. Die Académie royale des Sciences, des Lettres et des Beaux-Arts de Belgique nahm ihn 1937 als assoziiertes Mitglied auf. 1938 wurde er in die American Academy of Arts and Sciences gewählt. 1947 wurde er zum auswärtigen Mitglied (Foreign Member) der Royal Society gewählt. 1940 erhielt er die Davy-Medaille, 1946 den Liversidge Award der Royal Society of Chemistry, 1962 die J. Lawrence Smith Medal und 1964 die National Medal of Science. Neben dem Nobelpreis wurde er 1966 mit der Goldmedaille der Royal Astronomical Society ausgezeichnet. 1975 erhielt er den V. M. Goldschmidt Award.
1985 wurde ein Mondkrater und 2000 der Asteroid (4716) Urey nach ihm benannt. Die American Astronomical Society vergibt jährlich den Harold-C.-Urey-Preis für Planetologie, die European Association of Geochemistry verleiht jährlich den Urey Award für Geochemie.

## Schriften
- The Planets – Their Origin and Development. Yale University Press, New Haven 1952.